# Eburodacrys pinima
Eburodacrys pinima là một loài bọ cánh cứng trong họ Cerambycidae.